# Cebadillas Segundas
Cebadillas Segundas är en ort i Mexiko.   Den ligger i kommunen Maravatío och delstaten Michoacán de Ocampo, i den sydöstra delen av landet, 120 km väster om huvudstaden Mexico City. Cebadillas Segundas ligger 2 548 meter över havet och antalet invånare är 277.
Terrängen runt Cebadillas Segundas är kuperad, och sluttar norrut. Runt Cebadillas Segundas är det ganska tätbefolkat, med 179 invånare per kvadratkilometer. Närmaste större samhälle är El Oro de Hidalgo, 11,1 km öster om Cebadillas Segundas. Trakten runt Cebadillas Segundas består till största delen av jordbruksmark.